# 내가 죽기를 바라는 자들
《내가 죽기를 바라는 자들》(영어: Those Who Wish Me Dead)은 2021년 개봉한 미국의 액션 스릴러 영화이다. 테일러 셰리든이 감독과 공동 각본을 맡았으며, 마이클 코리타의 동명 소설이 원작이다. 미국에서는 2021년 5월 14일 극장 개봉과 함께 HBO 맥스에서 동시 공개되었다.

## 줄거리
산불이 났을 때 투입되는 공수화재진압대원(smokejumper)인 해나는 야영객 세 명과 동료 대원을 구하지 못했던 일을 괴로워하고 있다. 현재 해나는 몬태나주 파크군 화재 감시 탑에서 근무 중이다.
플로리다주 잭슨빌 법회계사(forensic accountant) 오언은 상사인 지방 검사 가족이 가스 폭발로 사망했다는 소식을 접한다. 단순 사고가 아니라 청부살인임을 짐작한 오언은 자신이 다음 순서라는 예상 하에 아들 코너를 데리고 파크군 보안관보인 처남 이선에게로 향한다.
그러나 암살자 잭과 패트릭에게 급습을 당하면서 차는 절벽으로 떨어지고 만다. 오언은 암살 의뢰인에게 불리한 증거물을 코너에게 넘긴 뒤 살해된다. 도망친 코너는 순찰을 돌던 해나에게 발견된다.
암살 의뢰인은 잭과 패트릭에게 코너를 찾아 죽이라고 명한다. 경찰 인력을 분산 시키기 위해 잭과 패트릭은 우선 신호탄으로 산불을 내는데...

## 출연
- 앤젤리나 졸리 - 해나 페이버 역
- 핀 리틀 - 코너 캐설리 역
- 제이크 웨버 - 오언 캐설리, 코너의 아버지 역
- 존 번솔 - 이선 소여 역
- 메디나 셍고어 - 앨리슨 소여 역
- 에이든 길런 - "잭" 블랙웰 역
- 니컬러스 홀트 - "패트릭" 블랙웰 역
- 타일러 페리 - 아서 필립 역
- 토리 키틀스 - 라이언 역